# Megu Hirose
Megu Hirose, född den 23 april 1981 i Amagasaki, är en japansk softbollspelare.
Hon tog OS-guld vid de olympiska softboll-turneringarna vid olympiska sommarspelen 2008 i Peking.